# Frontera entre Djibouti i el Iemen
La frontera entre Djibouti i el Iemen és la frontera marítima que separa la República de Djibouti del Iemen a partir del ras Douméra al mar Roig al llarg de l'estret de Bab el-Màndeb.

## Delimitació
La República de Djibouti ha definit la seva frontera marítima mitjançant la llei 52/AN78 del 9 de gener de 1979, com la línia mitjana de l'estret de Bab el-Màndeb. Està precisada pel decret 85-048 del 5 de maig de 1985. No hi ha pas acord de delimitació entre els dos països.
Aquesta línia límit no segueix els límits establerts per les normes internacionals per al moviment de vaixells a l'estret. La circulació de les naus hi és lliure, sense prejutjar la nacionalitat de les aigües. Djibouti i el Iemen van establir un sistema de gestió del tràfic de vaixells (Vessel Trafic Management System), que es va acordar el juliol de 1995 per organitzar la seva policia.
Hi ha un projecte de pont sobre l'estret per connectar els dos estats.